# بيل بيرغن
بيل بيرغن (بالإنجليزية: Bill Bergen)‏ هو لاعب كرة قاعدة أمريكي، ولد في 13 يونيو 1878 في نورث بروكفيلد في الولايات المتحدة، وتوفي في 19 ديسمبر 1943 في ورسستر في الولايات المتحدة.

## وصلات خارجية
- بيل بيرغن على موقعبيزبول رفرنس.كوم (الدوري الرئيسي) (الإنجليزية)
- بيل بيرغن على موقعبيزبول رفرنس.كوم (الدوري الثانوي) (الإنجليزية)
- بيل بيرغن على موقع مشجعي الرسوم البيانية (الإنجليزية)